# Mesamia irrorella
Mesamia irrorella är en insektsart som beskrevs av Carl Stål 1859. Mesamia irrorella ingår i släktet Mesamia och familjen dvärgstritar. Inga underarter finns listade i Catalogue of Life.